# Szklana Góra (województwo pomorskie)
Szklana Góra (kaszb. Sklanô Góra) – wieś w Polsce, położona w województwie pomorskim, w powiecie gdańskim, w gminie Przywidz. 
Wchodzi w skład sołectwa Kozia Góra.
Do 2024 r. miejscowość była częścią wsi Kozia Góra. W latach 1975–1998 Szklana Góra administracyjnie należała do województwa gdańskiego.